# Gefecht bei Hohen Giersdorf
Pirna – Lobositz – Prag – Gabel – Kolin – Groß-Jägersdorf – Moys – Roßbach – Breslau – Leuthen – Domstadtl – Olmütz – Neisse – Zorndorf – Hochkirch – Kay – Kunersdorf – Hoyerswerda – Maxen – Koßdorf – Landeshut – Liegnitz – Oschatz – Berlin – Wittenberg – Torgau – Döbeln – Burkersdorf – Reichenbach – Freiberg
Am 17. September 1760 kam es während des Siebenjährigen Krieges Gefecht bei Hohen Giersdorf (auch: Gefecht bei Kunzendorf) zwischen Preußen und Österreich.
Auf preußischer Seite kämpften die Grenadiere der Regimenter Nr. 23, 29, 31, 33, 42, 46 sowie die Infanterie-Regimenter Nr. 18, Nr. 35, Nr. 39, ferner das Kürassier-Regiment Nr. 2 und die Husaren-Regimenter Nr. 2 und Nr. 3.

## Ablauf des Gefechts
Noch in der Dunkelheit des 17. September setzte sich die preußische Armee in fünf Kolonnen in Bewegung. Sie rückten über Hohenfriedberg auf Kunzendorf – zwischen Freiberg und Schweidnitz gelegen – vor. Aber die österreichische Aufklärung hatte den Vormarsch erkannt und der österreichische General d'Ayasassa schickte eine Einheit die Höhen zu besetzen, um eine Einkesselung zu vermeiden.
Es gelang General Wilhelm O’Kelly, die Höhen bei Kunzendorf früher als die Preußen zu erreichen. In der Folge mussten diese im feindlichen Geschützfeuer über Arnsdorf auf Bögendorf ausweichen. Während Teile des auf dem Gegner zunächst zumarschierenden ersten Treffens in ein Gefecht verwickelt wurden, stürmte König Friedrich II. mit der Avantgarde und der führenden Brigade des zweiten Treffens (Brigade Queis) auf Hohen Giersdorf weiter. Die Spitzen beider Kolonnen trafen etwa um 4 Uhr am Fuße des Gebirges ein, als die Meldung eintraf, dass das noch drei Kilometer entfernte Dorf Hohen Giersdorf von österreichischer Infanterie besetzt sei. Sofort erteilte der König General Graf Wied den Befehl, auf der Straße von Schweidnitz nach Hohen Giersdorf vorzugehen und diesen Ort zu nehmen. Die Truppen erkletterten mühsam auf der vielfach durch Verhaue gesperrten Straße die Merkelshöhe. Das an der Spitze der Brigade Queis befindliche 2. Bataillon Prinz Heinrich erreichte den Waldrand. Obwohl schon im feindlichen Feuer, marschierte das Bataillon langsam auf. Aber die Ordnung hatte sich beim Überwinden der Verhaue naturgemäß etwas gelockert. Ihnen gegenüber sah man etwa 800 m entfernt eine kahle und durch ein Kreuz gekennzeichnete Höhe, welche von feindlicher Infanterie und Artillerie besetzt war, weiter rechts auf einer zweiten Höhe bemerkte man feindliche Grenadiere im Anmarsch.
Das Bataillon erhielt den Befehl, vorläufig bis zum Eintreffen des 1. Bataillons zur Deckung des beschwerlichen Anmarsches den Waldsaum zu halten, dann aber zum Angriff gegen die Grenadiere vorzugehen. Graf Wied selbst griff mit dem Regiment Jung Braunschweig, gefolgt vom 2. Bataillon Kleist den Kreuzberg an, nahm denselben und erbeutete sieben Geschütze.
Beide Bataillone Prinz Heinrich gingen etwas später dem Befehle Wieds gemäß, doch ohne Geschütze, da diese auf den steilen Wegen nicht so schnell folgen konnten, halbrechts zum Angriff gegen die österreichischen Grenadiere vor. Im Feuer von zehn Geschützen in Front und Flanke von den Grenadieren angegriffen, stutzte das Regiment, die Bataillone fielen in ein stehendes Feuergefecht und wurden schließlich zum Rückzug gezwungen, mit dem Säbel in der Faust verfolgt von den österreichischen Grenadieren. In diesem Augenblick trafen vier reitende Geschütze ein. Vom Kreuzberg aus warf sich Graf Wied mit dem 2. Bataillon Kleist in die Flanke der verfolgenden Österreicher, zugleich machte das Regiment Nr. 35 (Prinz Heinrich) Front und ging aufs Neue zum Angriff vor. Jetzt wichen die Grenadiere unter starken Verlusten zurück.

### Verluste
Der Verlust betrug bei den Österreichern 300 Mann an Toten und Verwundeten und 17 Geschütze; bei den Preußen 160 Tote und Verwundete.

## Folgen
Auf die Meldung des Erfolges des Grafen Wied rückten nun die Brigaden des linken Flügels, unter ihnen die Brigade Syburg, auf die Höhe, während der rechte Flügel im Tal blieb. Die Truppen lagerten oben längs der Straße; diejenigen, welche 16 Stunden auf dem Marsch und im Gefecht gewesen waren, waren aufs äußerste erschöpft. Ein Versuch des Königs, am nächsten Tage nach Waldenburg vorzudringen, musste aufgegeben werden, da Daun inzwischen diesen Ort besetzt hatte. Die Armee bezog eine Stellung zwischen Hohen Giersdorf und Bärsdorf; Daun zwischen Waldenburg und Freiburg. So lagen sich die Armeen bis zum 6. Oktober untätig gegenüber.